# Droga krajowa B467 (Niemcy)
Droga krajowa 467 (niem. Bundesstraße 467) – niemiecka droga krajowa przebiegająca z północy na południe od skrzyżowania z drogą B30 w południowych dzielnicach Ravensburga do skrzyżowania z drogą B31 koło Kressbronn am Bodensee w Badenii-Wirtembergii.

## Miejscowości leżące przy B467
Ravensburg, Lindenau, Höll, Meckenbeuren, Tettnang, Obertdorf.